# PAC418
Socket PAC418 — це 418-контактний мікропроцесорний роз'єм, призначений для підключення процесорів серії Intel Itanium до материнської плати. Він забезпечує як електричний інтерфейс, так і фізичну підтримку. Цей роз'єм розроблено для підтримки мікропроцесорного модуля.

## Технічні характеристики
Socket PAC418 був представлений з процесорами Intel першого покоління Itanium у 2001 році. Він підтримував частоту шини до 133 МГц з подвійним накачуванням.
Процесори на базі Socket PAC418 досягають тактової частоти 800 МГц.